# Nicole Elgrissy
Pour les articles homonymes, voir Banon.
Œuvres principales
- La Renaicendre (mémoires, 2010)
- Dames de cœur sur le carreau (roman, 2015)
- Si c'était à refaire... (roman, 2016)

Nicole Elgrissy (arabe: نيكول الغريسي), née le 23 septembre 1958 à Casablanca (Maroc), est une écrivaine et militante marocaine d'expression française.

## Biographie

### Jeunesse
Née au Maroc, à Casablanca, dans une famille juive marocaine berbère originaire d’Essaouira. Son patronyme vient de Oued El Ghriss, fleuve du Maroc saharien prenant sa source dans le Haut Atlas oriental ; une rue porte son nom à Essaouira, la rue Laghrissi. Son père, Robert Elgrissy, employé de la CTM, est titulaire du Wissam alaouite et sa mère, Simone Cohen, est femme au foyer. 
Élève de l'école Le Nid, elle est marquée par la guerre des Six Jours et l’exode massif de la communauté juive marocaine. Elle étudie au lycée Lyautey, obtient un baccalauréat G3 en techniques de commercialisation, poursuit ses études en France, à l'université Paris Nord et obtient un DUT en gestion des entreprises et des administrations, en 1978. Elle revient au Maroc, travaille dans le marketing, de la communication et de l'événementiel, de 1979 à 2008.

### Carrière
La poétesse Fatima Chahid, l'encourage à l’écriture. Elle rédige, son premier livre, La Renaicendre ou Mémoires d’une Marocaine juive et patriote. Son style sarcastique et amer, elle y relate, la création de l’État d’Israël, la montée du sionisme et du panarabisme,. Elle analyse également le désarroi, le déracinement et l’éternel retour aux sources de personnages juifs et musulmans vivant dans la diaspora. Son livre est publié aux Éditions Afrique Orient et est distribué au Maroc en 2010. La création d'une association d'étudiants de l'université Al Akhawayn, appelée Association Mimouna, dédiée à préserver l'héritage judéo-marocain, et la sortie des films relatant la question de l'exode des juifs dans les années 1960, Adieu mères de Mohamed Ismaïl , Où vas-tu Moshé? de Hassane Benjelloun, Tinghir-Jérusalem : les échos du Mellah de Kamal Hachkar, etc. Elle lance un nouvel opus, La Renaicendre, 6 ans plus tard en format ebook sur Amazon Kindle. En 2015, elle est interviewée lors d'un documentaire produit par Al Jazeera intitulé Return to Morocco, discutant des juifs marocains qui n'ont jamais quitté le Maroc ainsi que ceux qui sont revenus. Elle écrit également plusieurs romans abordant le thème des femmes marocaines juives et musulmanes, dont Si c'était à refaire... en 2016.